# Unterthingau
Unterthingau – gmina targowa w południowych Niemczech, w kraju związkowym Bawaria, w rejencji Szwabia, w regionie Allgäu, w powiecie Ostallgäu, siedziba wspólnoty administracyjnej Unterthingau. Leży w Allgäu, około 10 km na zachód od Marktoberdorfu, przy drodze B12.

## Demografia
| Rok  | Liczba mieszk.   |
| ---- | ---------------- |
| 1970 | 2 133            |
| 1987 | 2 354            |
| 2011 | 2 600 \| 2720 \| |
| 2720 |                  |

## Polityka
Wójtem gminy jest Bernhard Dolp, w radzie gminy zasiada 14 osób.
|      | WG Oberthingau | WG Gewerbe und Arbeitnehmer | FWG | WG Heimat Reinhardsried | WG Bürgerliste | Razem |
| 2008 | 4              | 4                           | 2   | 2                       | 2              | 14    |
| 2002 | 4              | 5                           | 3   | 2                       | -              | 14    |

## Oświata
W gminie znajduje się przedszkole (118 miejsc), szkoła podstawowa i średnia.